# Jerry Seeman
Jerry T. Seeman (* 11. März 1936; † 24. November 2013 in Blaine, Minnesota) war ein US-amerikanischer Schiedsrichter im American Football, der von der Saison 1975 bis 1990 in der NFL tätig war. Er war Schiedsrichter der Super Bowls XXIII und XXV und trug die Uniform mit der Nummer 70, außer in den Spielzeiten zwischen 1979 und 1981, in denen er die Nummer 17 zugewiesen bekam.

## Karriere

### College Football
Vor dem Einstieg in die NFL arbeitete er ab dem Jahr 1972 als Schiedsrichter im College Football in der Big Ten Conference.

### National Football League
Seeman begann im Jahr 1975 seine NFL-Laufbahn als Line Judge. Nachdem Schiedsrichter Don Wedge seinen Rücktritt bekannt gegeben hatte, wurde er zur NFL-Saison 1979 zum Hauptschiedsrichter ernannt.
Er leitete die Super Bowls XXIII und XXV und war im Super Bowl XIV Ersatzschiedsrichter. Zudem war er Schiedsrichter des Pro Bowl 1984.

## Privates
Sein Sohn Jeff Seeman ist seit der Saison 2002 Line Judge in der NFL.